# ان نهات
ان نهات (به لاتین: An Nhất) یک منطقهٔ مسکونی در ویتنام است که در استان با ریا-وونگ تائو واقع شده‌است.